# شصت و یکمین دوره جوایز امی
مراسم شصت و یکمین دوره امی Primetime Emmy Awards در روز یکشنبه، 20 سپتامبر 2009  از شبکه CBS پخش شد. این مراسم در سالن تئاتر Nokia در لس آنجلس، کالیفرنیا برگزار شد. نامزدهای این مراسم در تاریخ 16 جولای 2009 اعلام شده بود.
در تاریخ 13 جولای 2009، آکادمی هنرهای تلویزیونی و علوم اعلام کرد که نیل پاتریک هریس مجری مراسم Primetime خواهد بود (او حتی تا جایی پیش رفت که در بخشی از مراسم نقش دکتر هHorrible را بازی کرد). مراسم اهدای جوایز Creative Arts Emmy Awards در ساعات پربیننده تلویزیون در تاریخ 12 سپتامبر با اجرای کتی گری برگزار شد.
پس از عملکرد ضعیف مراسم اهدای جوایز در زمینه جذب مخاطب در سال گذشته این برنامه، با تغییر سیاست‌ها مثل انتخاب هریس به عنوان تک‌ مجری برنامه به جای استفاده از گروهی از مجریان همچون سال قبل، امید به موفقیت در مراسم Primetime Emmy Awards 2009 وجود داشت. با این وجود، شصت و یکمین مراسم Primetime Emmy Awards امتیاز 4.2 را در گروه سنی 18 تا 49 به دست آورد و تنها 13.3 میلیون بیننده را به خود جذب کرد که این رقم تنها 1.1 میلیون نفر بیشتر از کمترین میزان جذب مخاطب در تاریخ این مراسم در سال قبل بود که موفقیت خوبی محسوب می‌شد.
سریال «Rock 30» توانست برای سه سال متوالی جایزه بهترین سریال کمدی را کسب کند و در آن شب سه جایزه مهم را به خانه برد. «30 Rock» با شکستن رکورد بیشترین نامزدی‌های مهم برای یک سریال کمدی با 18 نامزدی، تاریخ‌سازی کرد. این رکورد از سال 1986 در اختیار سریال «نمایش کازبی» با 13 نامزدی بود، در حالی که «30 Rock» در سال قبل با این سریال برابری کرده بود. 18 نامزدی مهم این سریال را به سومین رکورد بزرگ تاریخ تبدیل کرد که بعد از رکورد 21 نامزدی سریال «Roots» در سال 1977 و 19 نامزدی سریال «پلیس نیویورک آبی» در سال 1994 قرار می‌گیرد. حایز اهمیت است که این رکوردها همچنان پابرجا هستند.